# Paul Erdős
Paul Erdős (tiếng Hungary: Erdős Pál [ˈɛrdøːʃ paːl]; sinh ngày 26 tháng 3 năm 1913 - mất 20 tháng 9 năm 1996) là nhà toán học người Hungary. Erdős làm việc với hàng trăm cộng tác viên, theo đuổi vấn đề trong toán học tổ hợp, lý thuyết đồ thị, lý thuyết số, giải tích toán học, lý thuyết xấp xỉ, lý thuyết tập hợp và lý thuyết xác suất. Ông được coi là một trong những nhà toán học xuất sắc nhất thế kỷ XX và cũng được biết đến với cách tính lập dị của ông.